# أندري ياكيموف
أندري ياكيموف (بالروسية: Якимов, Андрей Валерьевич)‏ (17 نوفمبر 1989 في روسيا البيضاء - ) هو لاعب كرة قدم بيلاروسي في مركز الوسط. لعب مع نادي فيتيبسك ونادي نافتان نوفوبولوتسك ونيمان غرودنو وFC Volna Pinsk ‏.

## وصلات خارجية
- أندري ياكيموف على موقع الاتحاد الأوربي (الإنجليزية)
- أندري ياكيموف على موقع قاعدة بيانات كرة القدم.إي يو (الإنجليزية)
- أندري ياكيموف على موقع Soccerway.com (الإنجليزية)